# Districtul Besbes
Besbes este un district din provincia El Tarf, Algeria.